# Нурагус
Нура̀гус (на италиански и на сардински: Nuragus) е село и община в Южна Италия, провинция Южна Сардиния, автономен регион и остров Сардиния. Разположено е на 359 m надморска височина. Населението на общината е 968 души (към 2010 г.).
 До 2005 г. общината е част от провинция Нуоро.